# 大徳寺 (川口市)
大徳寺（だいとくじ）は、埼玉県川口市道合にある真言宗豊山派の寺院である。山号は安養山、院号は無量寿院（むりょうじゅいん）。
江戸時代は関東三大師のうちの道合大師大徳寺として、聖天信仰でにぎわった。川口市のパワースポットとして、メディアで紹介された。
見沼用水沿いにある道合富士には、関東では珍しい仏式（修験道）の富士塚がある。

## 歴史
寺伝によれば、647年（大化3年）、山背大兄王の一族により建立され、その後、空海（弘法大師）の来寺により、密教道場となるという。
江戸時代初期、徳川家康がたびたび鷹狩りに来寺、数日間滞在し、扁額を賜る。
江戸時代は、足利市鶏足寺末として、栄えた。

## 交通アクセス
- 埼玉高速鉄道新井宿駅から車で10分

## 周辺
- 家康富士見の岩
- 川口市立グリーンセンター